# Giovanni Guicciardi (condottiero)
Giovanni Guicciardi (Ponte in Valtellina, 1584 – Sondrio, 1664) fu uno dei leader della fazione anti-grigiona, filo-spagnola durante la guerra di Valtellina, tra il 1618 e il 1639.

## Biografia
Giovanni, figlio del dottore in utroque Giovanni Maria, proveniva dalla nobile famiglia Guicciardi di Ponte in Valtellina.
Fu fratello di Francesco e Innocenzo, autori del ciborio in bronzo della chiesa di San Maurizio di Ponte (1578) e padre di Carlo Giuseppe Luogotenente Generale di Governo, di Nicolò Capitano delle milizie di Ponte, e di Francesco, laureato in utroque iure a Parma.
Fu diplomatico, condottiero delle truppe valtellinesi e Luogotenente Generale della Valle.
Già dagli ultimi decenni del XVI secolo, in Valtellina si accese il conflitto politico-religioso tra i cattolici valtellinesi e i Grigioni protestanti, dominatori della valle dal 1512. Nel 1617 i Grigioni avevano emanato gravi Editti a pregiudizio dei Cattolici. L'ostilità si intensificò ulteriormente con l'uccisione dell'arciprete di Sondrio Nicolò Rusca nel 1618. 
Fu così che, come riferisce F.S. Quadrio riportando le testuali parole del sacerdote don Giovanni Tuana (1589-1636), grosottino, all'epoca degli eventi parroco di Sernio e di Mazzo, il Consiglio Generale di Valle decise di rompere con i Grigioni ogni società e dichiarar loro guerra … come a contravventori a giurati patti della stabilita Alleanza …. infatti sarebbero stati i Valtellinesi Cattolici tagliati a pezzi … se non avessero prevenuta l’impresa.
Anche Henri, duc de Rohan, stratega francese durante la guerra dei Trent’anni, nelle sue Memorie sulla guerra della Valtellina riferiva come non si può negare che i magistrati grigioni... in Valtellina, abbiano commesso delle ingiustizie capaci di gettare nella disperazione e di spingere alla ribellione contro il proprio sovrano anche i più moderati.
Onde preparare l'insurrezione Valtellinese, Giovanni Guicciardi, stimato ed abile diplomatico, si adoperò per ottenere previamente il sostegno di potenze straniere: inviato segretamente dalla Valle al Duca di Feria Governatore per il Re di Spagna in Milano, ne ottenne promessa di aiuto e tremila Doppie. Prima di rientrare in Valle, si recò ancora ad Innsbruck nel Tirolo, per ivi altresì l’assistenza dell’Arciduca Leopoldo impetrare, a cui già i Valtellinesi erano stati dal sommo Pontefice … raccomandati, promessa di assistenza che puntualmente ottenne.
Inoltre, già due anni prima, nel 1614, si era recato col Giacomo Robustelli alla Corte del Duca di Savoia e Torino per perorare la causa della Valtellina.
È alla luce di tale contesto storico che si colloca la Rivoluzione Valtellinese c.d. "Sacro Macello".
Il 19 luglio 1620, all'alba della rivolta anti-grigiona, il Capitano Giovanni diede ordine ai soldati sotto il suo comando di uccidere protestanti nelle zone tra Montagna e Chiuro [fonte non indicata].
Successivamente, alla testa di 300 soldati si diresse per la via del Monte verso Sondrio, residenza del sovrano Magistrato e del Governatore della Valle, dove fece ingresso alla testa di un'armata frattanto accresciutasi fino a 800 uomini, e ... colà pervenuto... intimò al Governator della Valle di andarsene: avere i valtellinesi stabilito di liberarsi ormai dalla tirannia de’ Luterani Ministri …. Dovette il Governatore ubbidire ….
L'armata, entrata in città, fece strage di Riformati, anche se molti riuscirono a fuggire tramite il Passo del Muretto; la cifra delle vittime a Sondrio si attesta dai 140 ai 180, la più alta dei centri abitati valtellinesi del Sacro Macello. 
I capi dell'insurrezione, Giacomo Robustelli, Giovanni Guicciardi e Azzo Besta, costituirono il Consiglio Reggente, una parvenza di governo autonomo presieduto a vita dal governatore Giacomo Robustelli e che dipendeva dall'appoggio prevalentemente militare della Spagna che ad esso aveva diritto di far sempre partecipare un fiduciario assegnato dal governatore di Milano, il duca di Feria. Il Guicciardi nel 1620 fu nominato Luogotenente Generale della Valtellina.
Nel 1634 Giovanni Guicciardi divenne podestà di Sondrio, poi Assessore di Valle per 14 anni.
Nel 1639, nonostante i suoi sforzi, fu stipulato il Trattato tra la Spagna e le Tre Leghe, noto come Capitolato di Milano, con cui la Valtellina, per volontà delle potenze straniere, tornava sotto il dominio dei Grigioni.
Il Capitano Giovanni nel 1651 ottenne per la scuola gesuitica di Ponte, che il padre aveva contribuito a fondare, la dispensa dalla soppressione, altrimenti conseguente alle disposizioni di Innocenzo X.